# Blaesia subrugosa
Blaesia subrugosa är en skalbaggsart som beskrevs av Moser 1905. Blaesia subrugosa ingår i släktet Blaesia och familjen Cetoniidae. Inga underarter finns listade.